# Nuit d'été à Studenterlunden
Nuit d'été à Stundenterlunden est un tableau d'Edvard Munch peint en 1899. Cette huile sur toile représente quatre couples s'échangeant un baiser sur les bancs du Stunderlunden, une nuit d'été à Oslo. Elle est conservée dans la collection Pérez Simón, à Mexico, au Mexique.